# Félicité (Seychelles)
Pour les articles homonymes, voir Félicité.
Félicité est une île Intérieure de l'archipel des Seychelles, située à 4 kilomètres à l'est de l'île La Digue. Granitiqe et couverte de forêts, d'une superficie de 2,68 kilomètres carrés, elle culmine à 213 mètres. On y trouve un complexe touristique de luxe pouvant accueillir jusqu'à 20 personnes.
Jusqu'aux années 1970, l'île possédait une plantation de cocotiers et une population indigène d'une cinquantaine de personnes.
Félicité et les quatre îles voisines sont considérées comme des « satellites » de La Digue (la quatrième île des Seychelles par la superficie, avec 10 kilomètres carrés). Ces quatre îles sont régulièrement visitées par les touristes :
- les îles aux Cocos : un groupe d'îlots de 1,7 ha, situé au large de la côte nord de Félicité, qui font partie, depuis 1996, d'un parc national marin, englobant le nord de l'île.

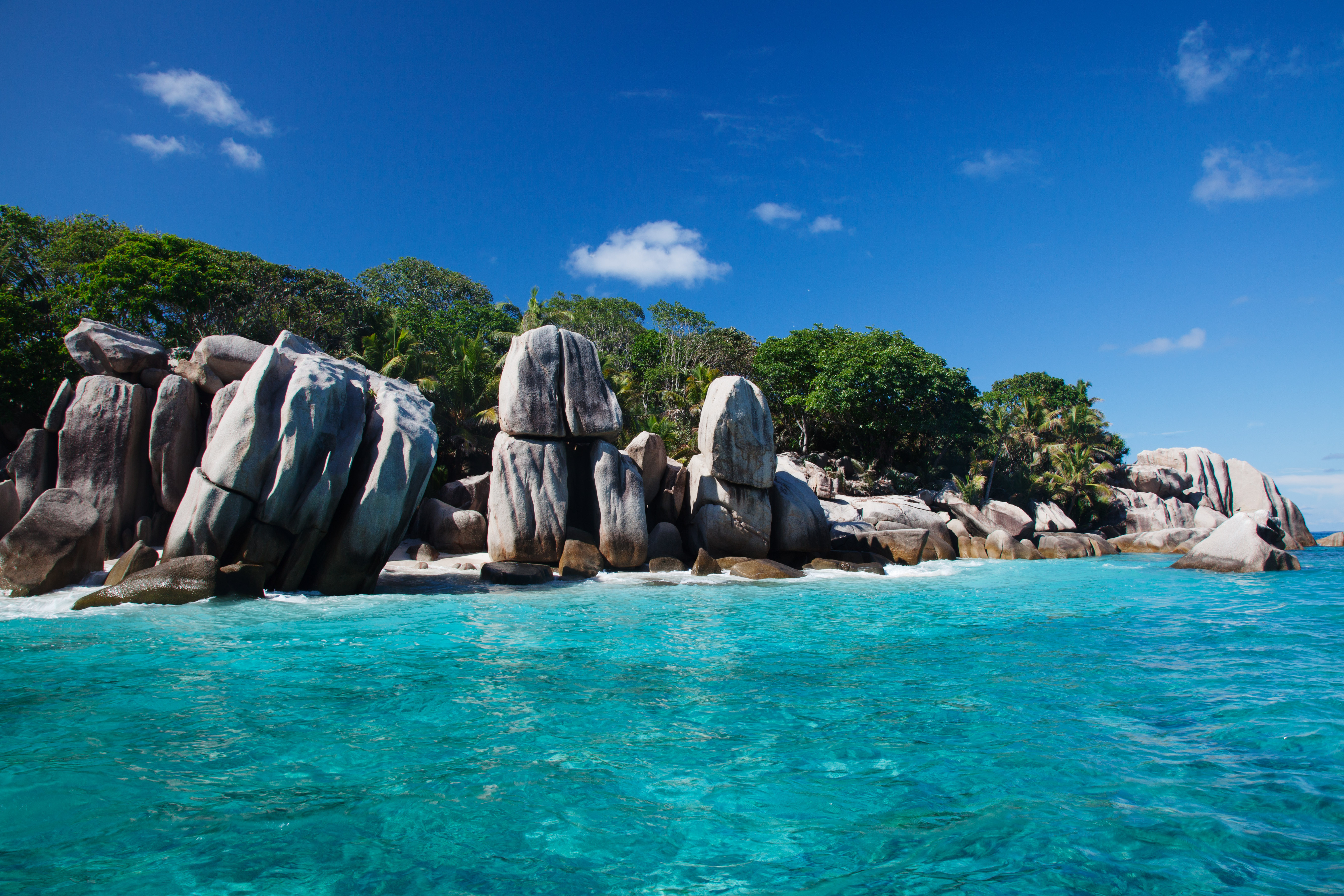
Ile Coco.

- Les Sœurs : deux îles, Grande Sœur (84 ha) et Petite Sœur (34 ha),  plantées de cocotiers jusqu'à la fin du XXe siècle.

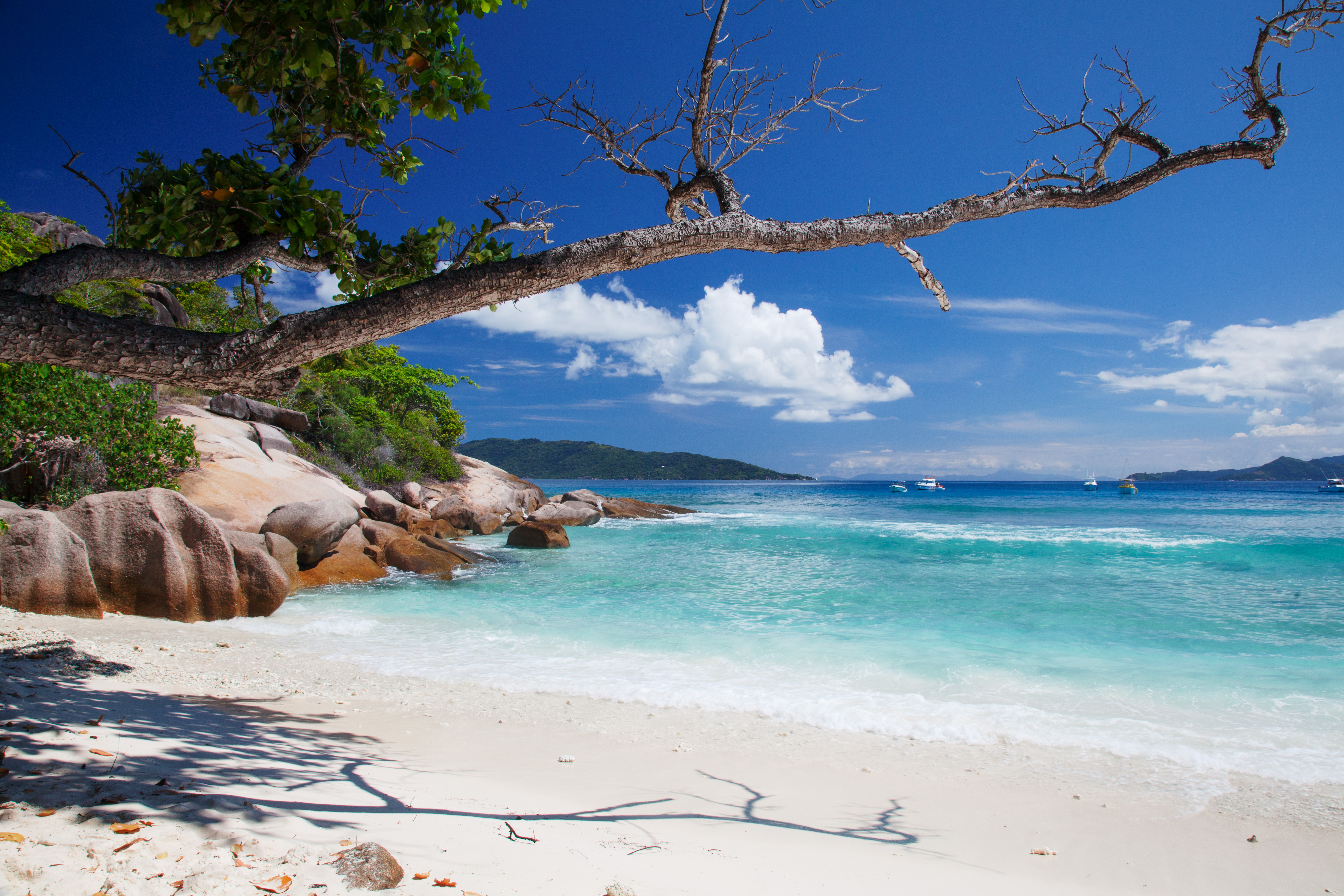
Grande Sœur.
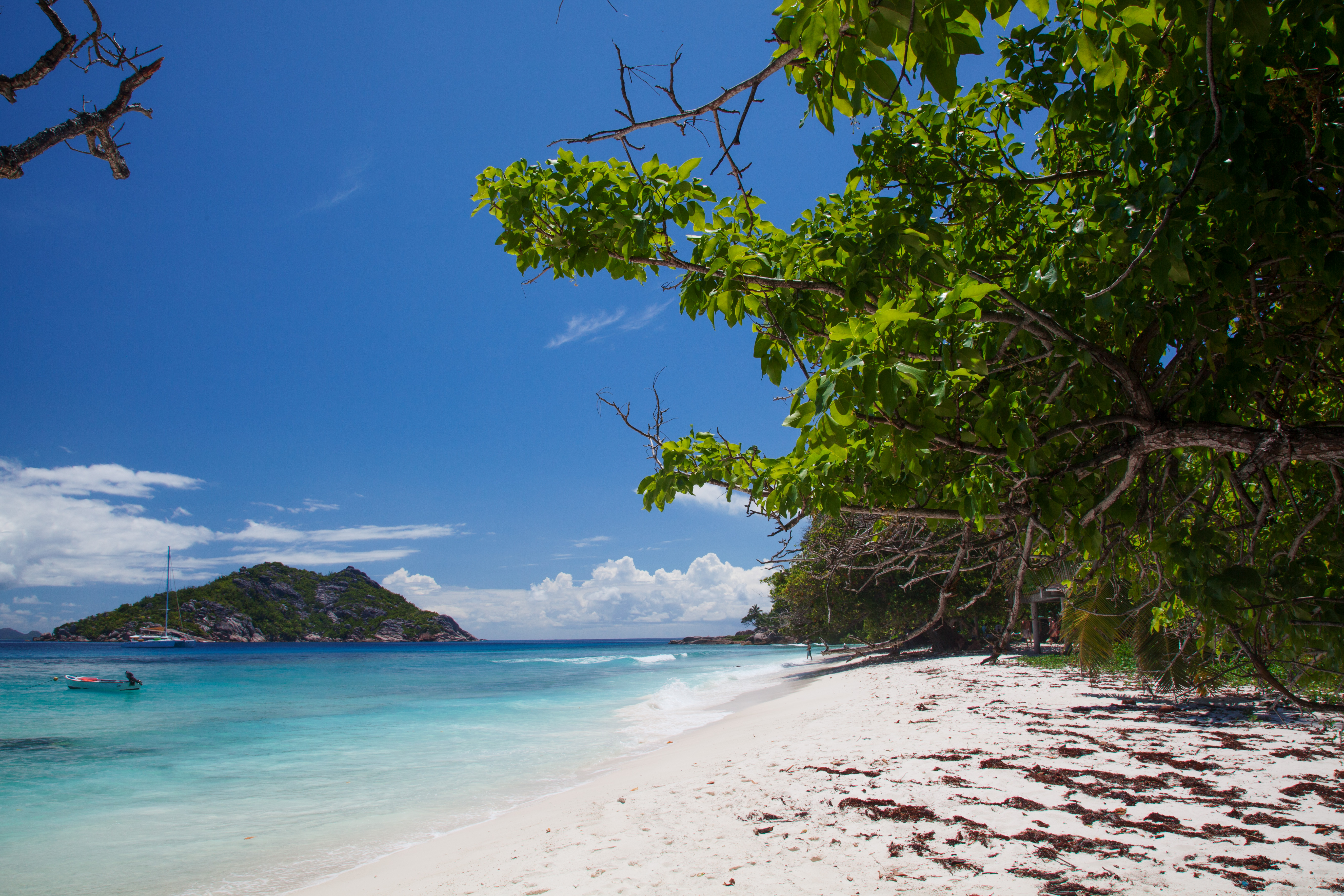
Petite Sœur vue de Grande Sœur.

- l'île Marianne : une île de 96 ha, à l'est de Félicité, dont la côte sud est un site de plongée de renommée mondiale.

## Parc national
Le parc national de Ramos (en) couvre les 2/3 de l'île.

## Exilés malais
En 1877, soupçonné, parmi d'autres, du meurtre du résident britannique James W.W. Birch à Pasir Salak (en), événement qui déclencha la guerre de Perak (en),  Abdallah Jaafar Moratham (en), sultan de Perak (Malaisie), fut exilé sur Mahé avec sa famille, sa cour et ses serviteurs ; Il y resta 17 ans. À leur arrivée, le commissaire civil en chef fit exiler, sur Félicité, deux des membres de la cour ; ils y restèrent 2 ans avant de revenit à Mahé.